# 拉斯·阿特曼
拉斯·阿特曼（Russ Altman）是美国生物工程，遗传学，医学和生物医疗信息学教授（并礼任计算机科学系教授），曾担任斯坦福大学生物工程系主席。